# Рабинович, Борис Николаевич
Борис Николаевич Рабинович (19 января 1886—вскоре после 4 августа 1942) — эсер, член Всероссийского Учредительного собрания (УС), горный инженер.

## Биография
Родился в семье Николая (Нахмана) Рабиновича и его жены Эстер, урождённой Франт. Выпускник Пензенской гимназии. В 1900 ещё гимназистом организовал революционный ученический кружок. Затем окончил Горный институт. Получил специальность горного инженера.
С 1902 года начал участвовать в революционном движении. Член партии эсеров и её боевой дружины. Участвовал в подготовке и проведении ряда терактов. Арестован за участие в подготовке убийства председателя Совета министров Столыпина и освобождения Марии Спиридоновой. Но отпущен за недоказанностью улик. Уехал за границу, вернулся в Россию к началу Первой мировой войны. В 1914 году призван в действующую армию, служил рядовым 44-й артиллерийской бригады. В 1917 году стал руководителем Военной организации партии социалистов-революционеров 12-й армии. Был избран товарищем председателя исполкома Советов солдатских депутатов Северного фронта. Вошёл в Предпарламент от 12-й армии.
В конце 1917 года избран в Всероссийское Учредительное собрание по избирательному округу Северного фронта по списку № 3 (эсеры и совет крестьянских депутатов).
В годы Гражданской войны эмигрировал. Секретарь Заграничной делегации партии социалистов-революционеров.
Его имя фигурировало на процессе правых эсеров 1922 года. В частности, сотрудничавшая со следствием Л. В. Коноплёва показала, что Рабинович перед отъездом на фронт вместе с Гоцем передал ей для Петроградского ЦК 10 тысяч рублей от В. И. Игнатьева, представлявшего Комитет спасения родины и революции. Тогда же Ф. Т. Ефимов показал, что в марте 1918 Рабинович предложил ему выехать в Москву для совершения террористического акта. По указанию Рабиновича подробные инструкции Ефимов должен был получить в Москве у члена Бюро ЦК Владимира Николаевича Рихтера. В Москве Рихтер пояснил ему, Ефимову, и Коноплёвой, что речь идёт о покушении на Ленина. 24 февраля 1922 Б. Н. Рабинович был включен Президиумом ГПУ в список эсеров, которым в связи с организацией процесса по делу партии эсеров было предъявлено обвинение антисоветской деятельности. Дело было выделено в отдельное производство в связи с нахождением Рабиновича за границей.
В 1924 году Рабинович стал одним из учредителей Пражского политического Красного Креста, был его казначеем. Возглавлял Общий отдел Пражского Земгора.
Вместе с Василием Гавриловичем и Ларисой Васильевной Архангельскими основал в селе Хвалы под Прагой образцовую птицеферму, которая давала неплохой доход.
После захвата Рейхом Богемии и Моравии Борис Рабинович сумел отправить родственнику Фёдору[уточнить] 9 открыток нейтрального содержания, в которых жаловался на плохую погоду и кражу кур с птицефермы. 30 июля 1942 он был арестован гитлеровцами вместе с еще 39 евреями села Хвалы и отправлен в гетто в городе Терезиенштадт недалеко от Праги. По сведениям родственника (двоюродного правнука Гийома Леса фр. Guillaume Laisse) уже 4 августа 1942 Б. Н. Рабинович попал на этап в концлагерь уничтожения Малый Тростенец на территории Белоруссии в окрестностях Минска. По мнению исследователей вскоре он погиб; 4 августа 1942 года значится датой его смерти в базе данных Яд Вашем.

## Семья
- Сестра — Сара Николаевна Рабинович, жена видного эсера, члена ЦК и Учредительного собрания Абрама Рафаиловича Гоца[2].

## Комментарии
1. ↑  Гийом Лес, двоюродный правнук Рабиновича, определяет специальность Бориса Николаевича, как "исследователь" и "биолог"[1].